# ماریولین ایسفوخل
ماریولین ایسفوخل (انگلیسی: Marjolein Eijsvogel؛ زادهٔ ۱۶ ژوئن ۱۹۶۱) بازیکن هاکی روی چمن اهل هلند بود.
وی در مسابقات کشوری و بین‌المللی در مجموع برندهٔ ۵ مدال طلا، ۱ مدال نقره، ۱ مدال برنز شده‌است.